# Райхсгау Зудетенланд
Райхсгау Судетенланд (нім. Reichsgau Sudetenland) — адміністративна одиниця Гітлерівської Німеччини, що існувала в період з 1 травня 1939 по 8 травня 1945.

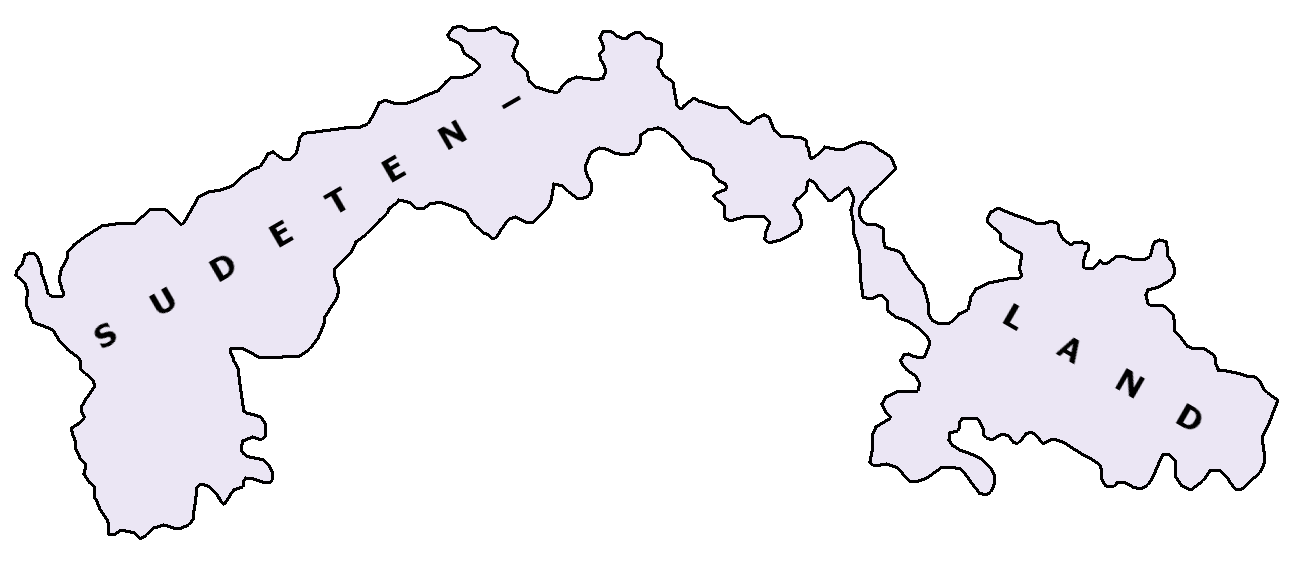
Рейхсгау Судетенланд (1941)

Адміністративний центр розташовувався в місті Райхенберг — це місто Ліберець на півночі сучасної Чехії.
Рейхсгау розташовувався біля Судетської області, анексованої в Чехословаччини 1938 по Мюнхенській угоді.
З самого свого заснування та до капітуляції Німеччини рейхсштатгальтером Рейхсгау був судетський німець Конрад Генляйн, лідер чехословацьких фольксдойче та засновник Судето-німецької партії у Чехословаччині.